# Arhopala nobilis
Arhopala nobilis är en fjärilsart som beskrevs av Felder 1860. Arhopala nobilis ingår i släktet Arhopala och familjen juvelvingar. Inga underarter finns listade i Catalogue of Life.

## Bildgalleri

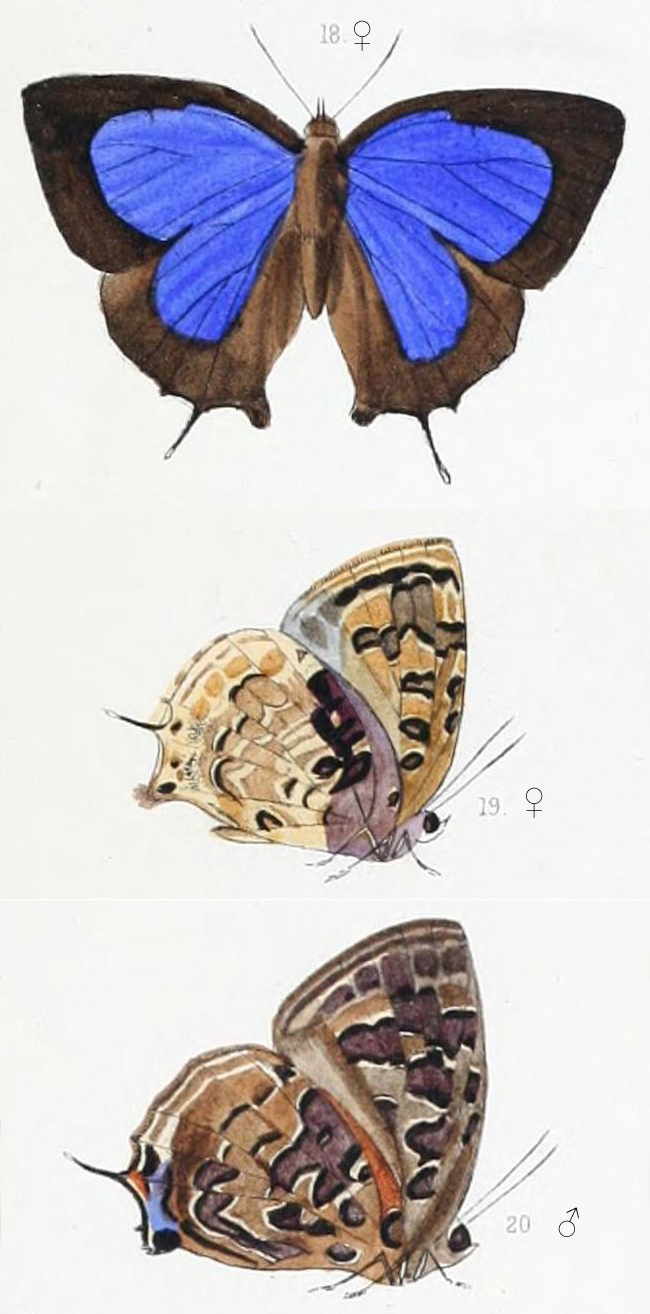
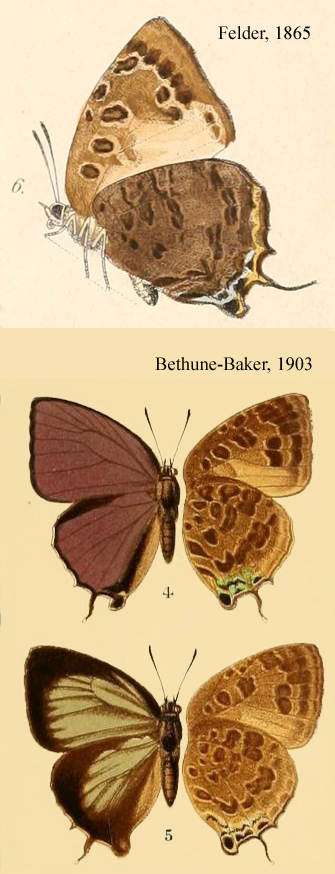
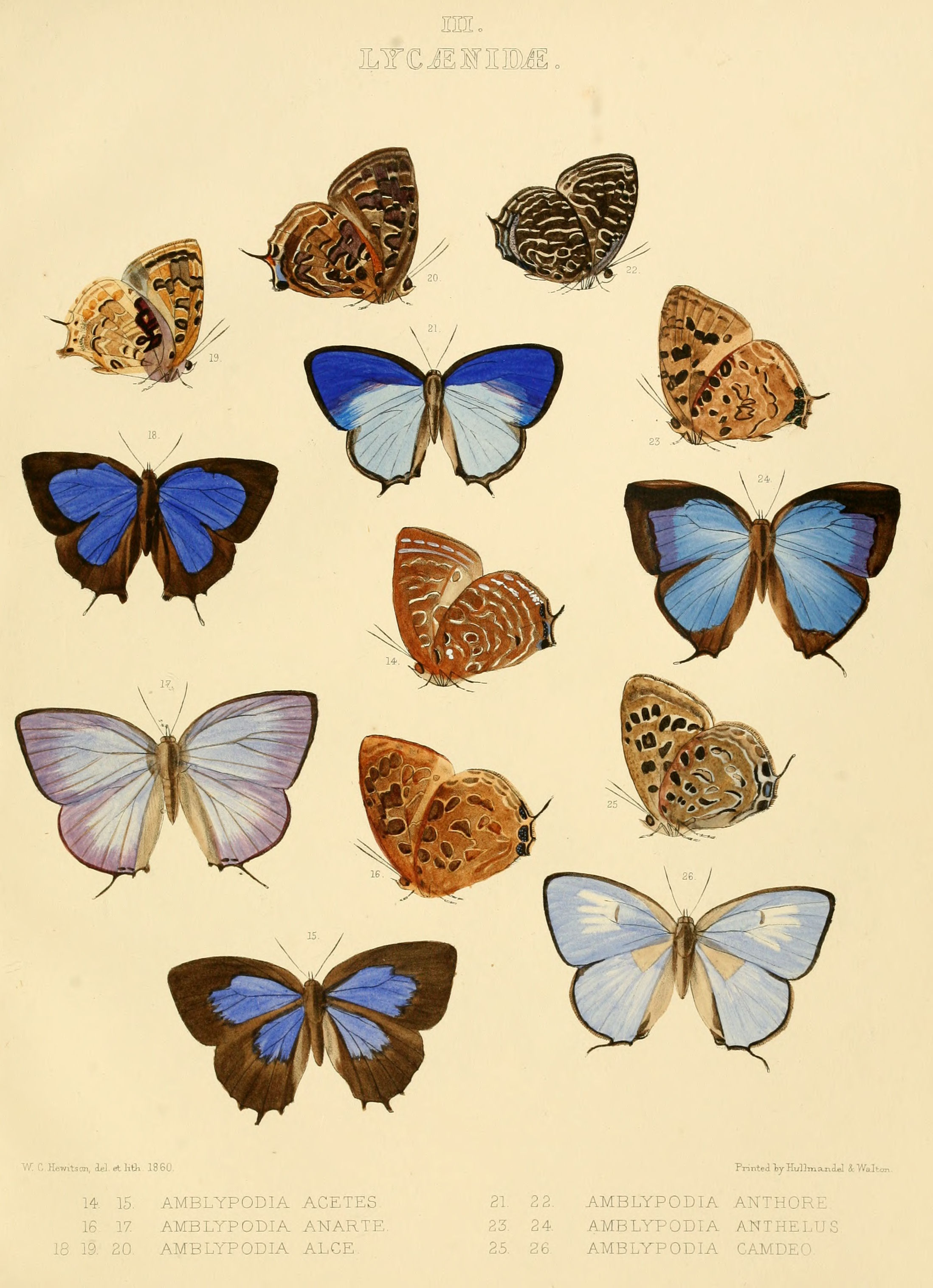
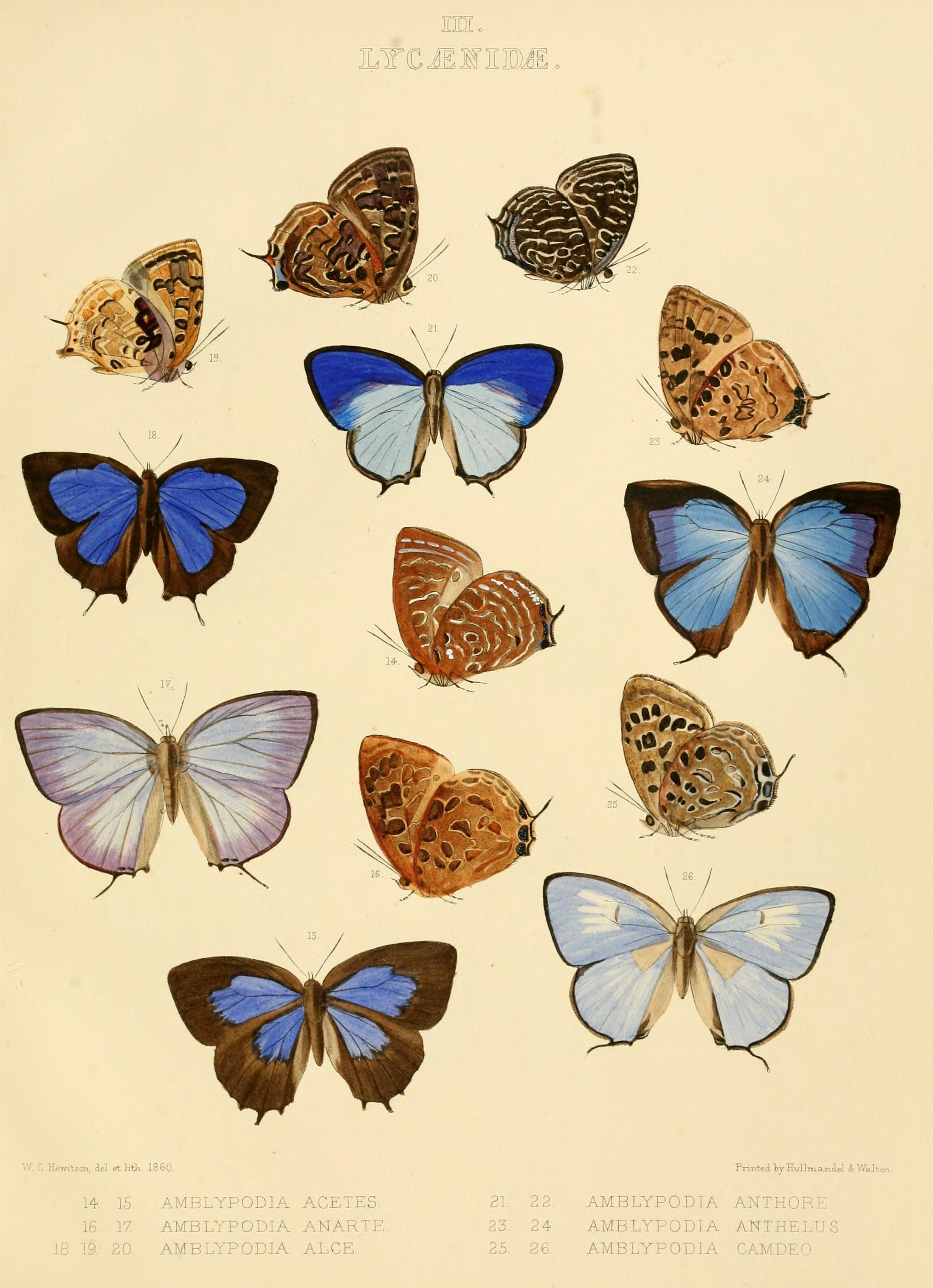